# Kanton Sorgues
 Sorgues is een kanton van het Franse departement Vaucluse. Het kanton maakt deel uit van het arrondissement Avignon. In 2018 telde het 37.267 inwoners.

Het kanton werd gevormd ingevolge het decreet van 25 februari 2014 met uitwerking op 22 maart 2015, met Sorgues als hoofdplaats.

## Gemeenten
Het kanton omvat volgende gemeenten:
- Bédarrides
- Châteauneuf-du-Pape
- Courthézon
- Jonquières
- Sorgues